# Margarita Xirgu
Margarita Xirgu (volledig Margarita Xirgu i Subirà (Molins de Rei,18 juni 1888 - Montevideo, 25 april 1969) was een Catalaanse toneelactrice en was vooral bekend vanwege haar vertolkingen in toneelstukken van Federico García Lorca.
Zij debuteerde in Barcelona in 1906. Zij was succesvol in verschillende genres, en speelde klassieke rollen als Salome, Jeanne d'Arc en Medea. Zij was directeur van het Teatro Español in Barcelona en bracht daar veel werk van García Lorca, onder andere Mariana Pineda (1927) en Yerma (1934). Toen in 1936 de Spaanse Burgeroorlog begon was zij in Latijns-Amerika. Zij bleef de rest van haar leven vrijwillig in ballingschap in Argentinië en Uruguay. In Uruguay was ze hoofd van de toneelschool van Montevideo.